# Lauchröden
Lauchröden ist ein Dorf im Westen des Wartburgkreises in Thüringen und zählt rund 900 Einwohner. Seit dem 16. März 2004 gehört der Ort zur Einheitsgemeinde Gerstungen. Der Name Lauchröden setzt sich zusammen aus den Worten „Luch“ und „Ried“ und beschreibt damit die Lage des Ortes an den sumpfigen, auenländischen Gebieten des Mündungsgebietes der Elte in die Werra.

## Geografie

### Geografische Lage
Lauchröden liegt im Talgebiet der mittleren Werra, direkt an der ehemaligen innerdeutschen Grenze. Die geographische Höhe des Ortes beträgt 204 m ü. NN.
Lauchröden grenzt im Norden an die hessische Partnergemeinde Herleshausen (Werra-Meißner-Kreis), im Osten an den Ortsteil Göringen der Stadt Eisenach und im Süden und Westen an die Gerstunger Ortsteile Unterellen und Sallmannshausen. In unmittelbarer Nähe des Ortes befindet sich die Burgruine Brandenburg.

### Berge
Im Osten des Ortes erheben sich hinter der Brandenburg der Stechberg (342,7 m ü. NN), als westlichster Berg des Thüringer Waldes, und der Göringer Stein (317,0 m ü. NN). Im Norden hat man Blick auf den Kielforst. Im Südwesten befindet sich das Waldgebiet Böller mit den Erhebungen Hardt (354,4 m ü. NN) und Böller (321,9 m ü. NN).

### Gewässer
Die Werra fließt am nördlichen Ortsrand entlang und bildet östlich des Ortes die im Volksmund auch „Kuchenschieber“, „Stiefel“ und „Glocke“ (bzw. „Helm“) genannten Mäander. Von Süden kommend fließt das Gewässer Elte durch den Ort und mündet nördlich von Lauchröden in die Werra. Als Nebenlauf der Elte wird an der ehemaligen Sägemühle Rimbachsmühle der Mühlgraben abgespalten. Dieser mündet nördlich der Dorfmitte wieder in die Elte.

## Geschichte

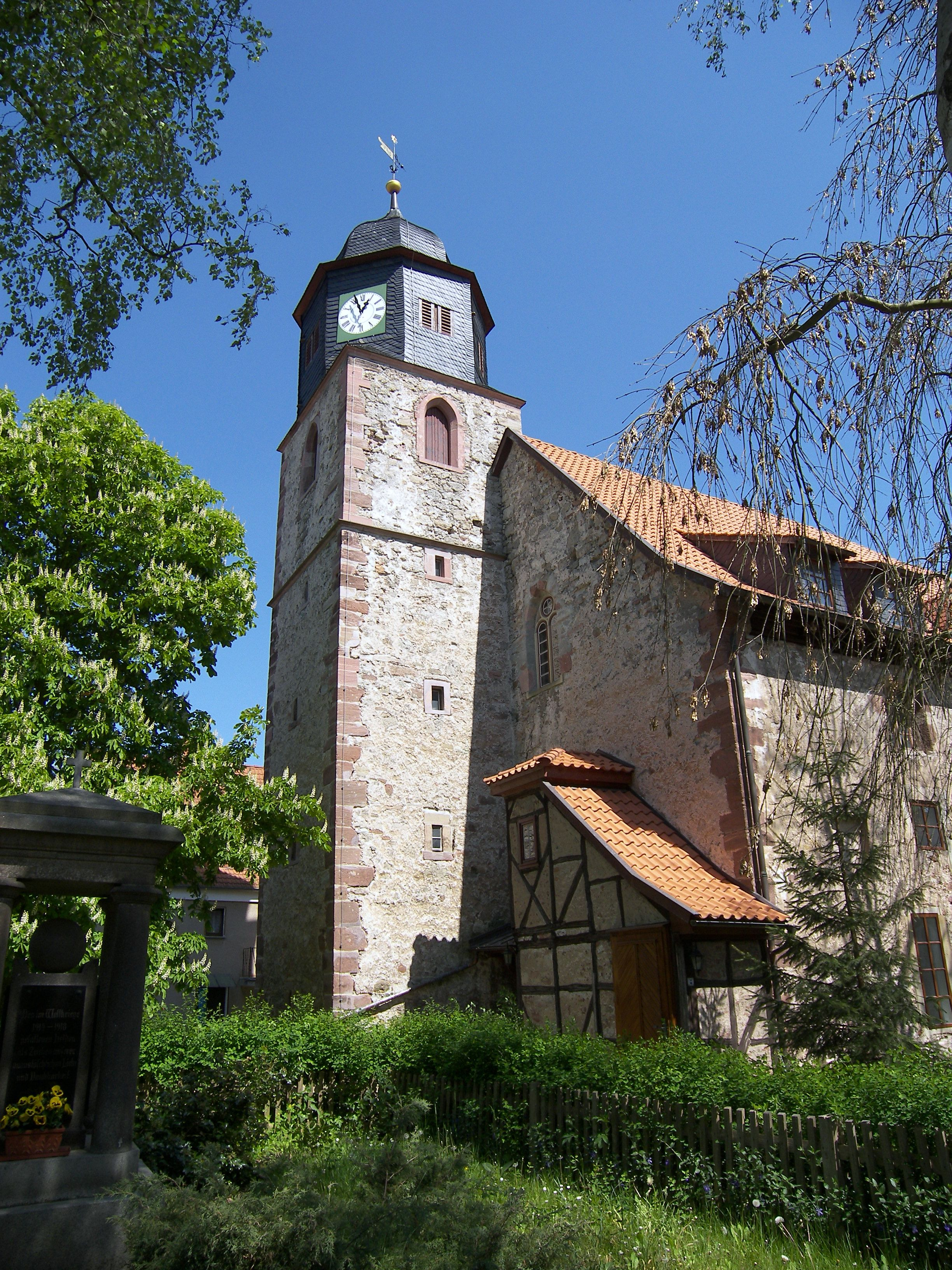
Kirche in Lauchröden

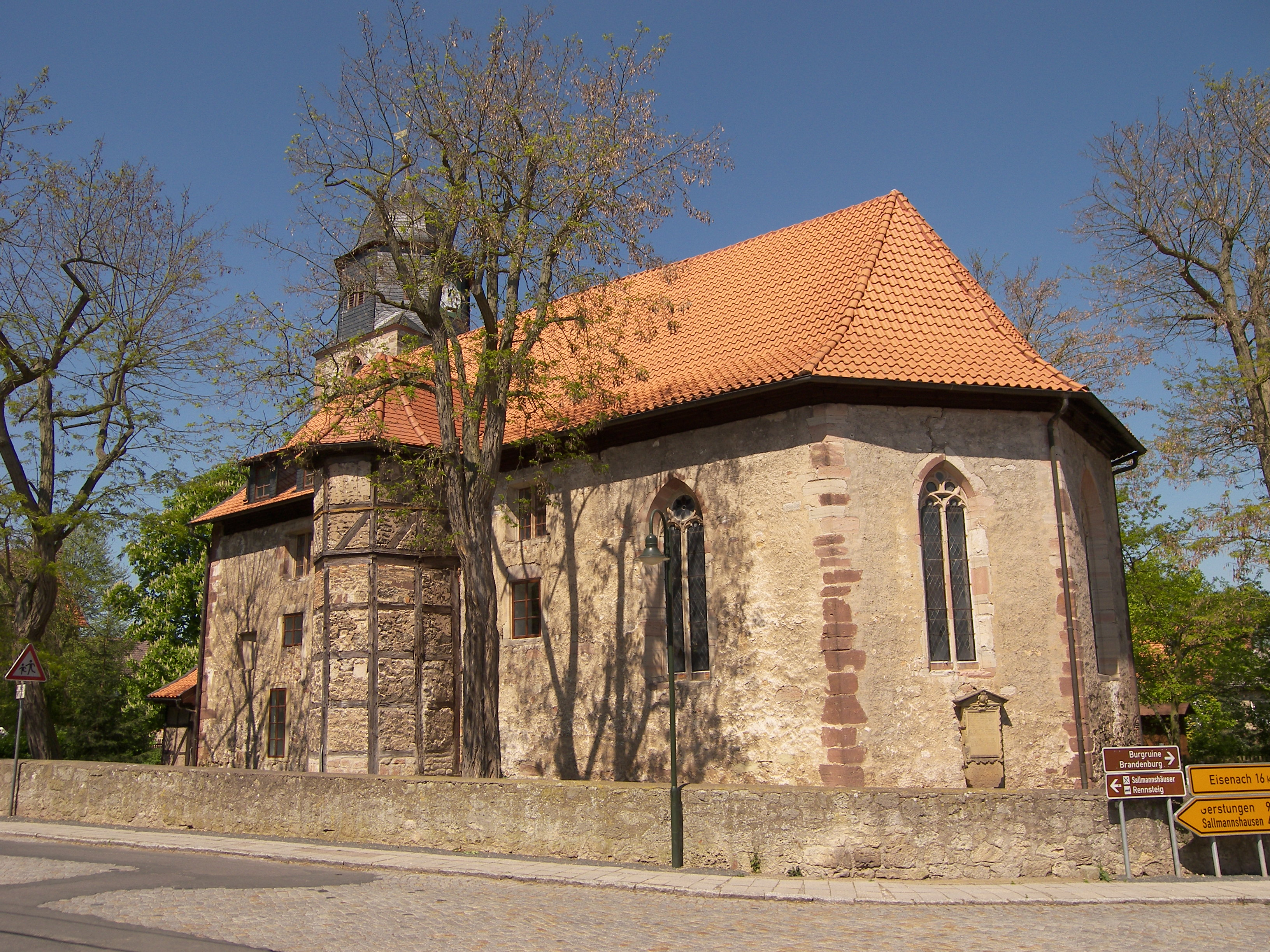
Kirche in Lauchröden

Zur Weihe der Martinskapelle (heutige Martinskirche) 1144 wurde der Ort erstmals urkundlich erwähnt. Seine Entwicklung ist eng mit der Geschichte der Brandenburg und ihren Herren verbunden. Der Ort gehörte zunächst zum Herrschaftsbereich der Brandenburg und wurde daher als zum brandenburgische Gerichte zugehörig genannt, administrativ gehörte der Ort wohl zum wettinischen Amt Wartburg (Sachsen-Eisenach). Mit der Aufgabe der Brandenburg im 16. Jahrhundert nutzten die Einwohner Lauchrödens die Steine der Burg als Baumaterialien für Schlösser und Güter im Ort. Das heutige Ortsbild ist daher immer noch von den massiven Steinen der Brandenburg geprägt.
Im Jahr 1898 wurde die Einweihung der ersten Werrabrücke zwischen Lauchröden und Herleshausen gefeiert. Diese beendete den davor üblichen Fährbetrieb über die Werra und ermöglichte einen leichten Zugang zur Bahnlinie Frankfurt a. M. – Eisenach. Fortan änderte sich die Beschäftigungsstruktur. Zahlreiche Bürger suchten Arbeit in den Eisenacher Fabriken und betrieben die Landwirtschaft nur noch im Nebenerwerb.
Während des Zweiten Weltkrieges mussten 14 Frauen und Männer als sogenannte „Ostarbeiter“ in der Landwirtschaft Zwangsarbeit verrichten.
Gegen Ende des Zweiten Weltkrieges wurde die ursprüngliche, steinerne Werrabrücke am 1. April 1945 von Soldaten der US-Army gesprengt. Dabei kam es im Ort, der bereits vorher mit Phosphorgranaten beschossen worden war, zu schweren Beschädigungen.  Eine anschließend errichtete Behelfsbrücke fiel 1947 einem Hochwasser zum Opfer.
In den Jahren 1952 bis 1990 lag Lauchröden im 500 m breiten Schutzstreifen des Sperrgebietes der innerdeutschen Grenze und war damit für die DDR-Bevölkerung außerhalb des Grenzgebietes nicht zu erreichen. Erst 1989 wurde wieder eine Brücke über die Werra errichtet.

## Verkehr
Durch den Ort führt die Kreisstraße 505 von Hörschel nach Neustädt. Von dieser zweigt die K 509 ab, die in südlicher Richtung nach Unterellen und Oberellen führt. Bis 1945 bestand eine Straßenverbindung nach Herleshausen, die mit der Zerstörung der Werrabrücke am Ende des Zweiten Weltkrieges und der anschließenden Teilung Deutschlands unterbrochen wurde. Das 1997 errichtete Ersatzbauwerk ist nur für Fußgänger, Radfahrer und Einsatzfahrzeuge freigegeben.
Die nächstgelegene Anschlussstelle der A 4 befindet sich im einen Kilometer entfernten Herleshausen, ebenso die nächstgelegene Bahnstation. Lauchröden ist Endpunkt der Eisenacher Stadtbus-Linie 2 des Verkehrsunternehmen Wartburgmobil.

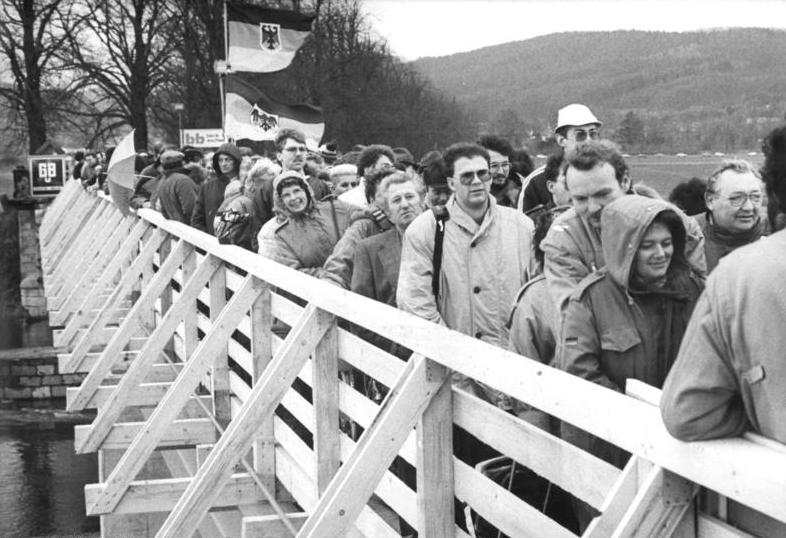
Grenzübergang 23. Dezember 1989

## Kultur
Dreh- und Angelpunkt des dörflichen Kulturlebens war lange Zeit der in der Dorfmitte gelegene Löwensaal. In diesem Saal fanden zahlreiche Veranstaltungen statt, darunter der Karneval und bis 2002 die Kirmes. Aufgrund der Baufälligkeit wurde der Saal vollständig abgerissen und im Dezember 2006 durch ein neues Dorfgemeinschaftshaus ersetzt, welches wiederum den traditionellen Zusatz „Löwensaal“ bekam. Nachdem der Karneval aufgrund der Baufälligkeit des alten Saals zunächst verlegt und später ausgesetzt wurde, konnte er sich im neuen Dorfgemeinschaftshaus wieder etablieren und findet seitdem wieder regelmäßig statt.
Für musikalische Unterhaltung sorgen bei zahlreichen Veranstaltungen die ortsansässigen Brandenburgmusikanten.

### Vereine
Lauchröden hat ein reges Vereinsleben. Dazu zählen:
- SV Concordia Lauchröden 1891 e. V. mit u. a. den Abteilungen Fußball, Volleyball und Frauensport
- Dorfclub Lauchröden mit u. a. den Abteilungen Karnevalsclub (LCC), Kirmesverein, Jugendclub und der Theatergruppe „Werralöwen“
- Brandenburgverein als Zweigverein des Werratalvereins
- Freiwillige Feuerwehr Lauchröden
- Angelverein Lauchröden 1947 e. V.
- Landfrauenverein
- Kleingartenverein „Biengarten“ e. V.

### Veranstaltungen

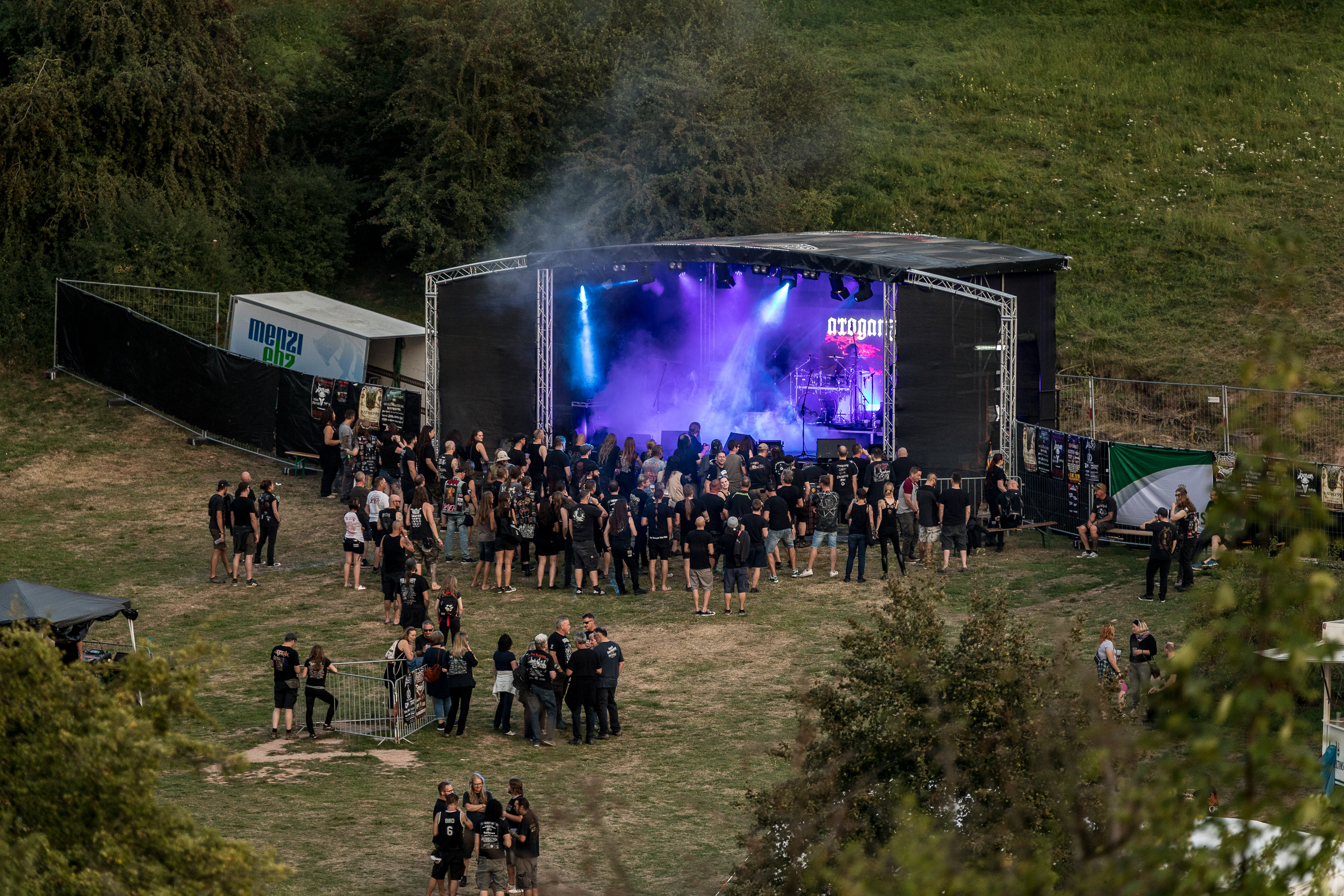
Burgbrand Open Air 2019

- Jedes Jahr am zweiten Oktoberwochenende findet in Lauchröden die örtliche Kirmes statt. Dazu wird seit 2003 ein Festzelt aufgestellt. Am Montagnachmittag findet dann der traditionelle Umzug durch das Dorf statt, bei dem der Strohmann die Hauptattraktion darstellt. Er wird im Anschluss an die Prozession symbolisch in Form einer Strohpuppe verbrannt.
- Der ortsansässige Lauchröder Karnevalsclub hält mehrere Sitzungen im Jahr. Am Rosenmontag findet zudem ein eigener Rosenmontagsumzug durch den Ort statt.
- Am 23. Dezember findet seit 1989 jährlich ein Brückenfest statt. Die frühere Brücke wurde 1945 gesprengt und erst nach der deutschen Wiedervereinigung wurde eine neue Brücke über die Werra gebaut.
- In zweijährigem Abstand findet auf der Ruine Brandenburg das Brandenburgfest statt. Zu diesem kommen zahlreiche Schausteller und Zuschauer, um sich an dem mittelalterlichen Spektakel zu beteiligen.[8] In den ungeraden Jahren gibt es alternierend dazu seit 2007 ein Freiluft-Theater-Wochenende im Juni, an dem die regionale Amateurtheatergruppe Werralöwen mittelalterliche Stoffe dramatisiert auf die Bühne im Areal des ehemaligen Palas bringt.
- 2015 öffnete das Medival – Electronic Open Air auf der Ruine Brandenburg erstmals seine Pforten. Das Festival vereint mittelalterliches Ambiente mit moderner, elektronischer Musik. Es findet jedes Jahr im Juli statt.[9]
- Seit 2019 findet auf der Ruine Brandenburg jährlich Ende Juli/Anfang August das Burgbrand Open Air, ein Metal-Festival, statt.[10]

### Partnerschaft
Gemeinsam mit der Nachbargemeinde Herleshausen unterhält Lauchröden partnerschaftliche Beziehungen zur französischen Gemeinde Cléder in der Bretagne. Deren Höhepunkt ist ein jährliches Treffen, welches abwechselnd in Deutschland und Frankreich stattfindet.

## Söhne und Töchter des Ortes
- Louis Rennert (1880–1944), Sozialdemokrat, Landtagsabgeordneter und Kommunalpolitiker
- Simon Krannig (1866–1936), Komponist und Chorleiter